# Frederiksberg (Sorø Kommune)
 For alternative betydninger, se Frederiksberg (flertydig). (Se også artikler, som begynder med Frederiksberg)
Frederiksberg er en satellitby til Sorø i Sydvestsjælland med 4.053 indbyggere  (2024). Frederiksberg er beliggende to kilometer syd for Sorø og to kilometer nord for Lynge. Byen tilhører Sorø Kommune og er beliggende i Lynge Sogn. Sorø Station ligger i byen, der gennemskæres af Vestbanen.